# Batalla de la forca nord del riu Red
La batalla de la forca nord o batalla de la forca nord del riu Red (en anglès Battle of North Fork o Battle of the North Fork of the Red River) va ser un combat que tingué lloc el 28 de setembre de 1872 prop de McClellan Creek, a Gray County (Texas). Actualment hi ha un monument a l'indret de la batalla, que va enfrontar els comanxes, liderats per Kai-Wotche i Mow-way, contra un destacament de cavalleria i exploradors dirigits pel coronel de l'exèrcit dels Estats Units Ranald S. Mackenzie. Es va acusar que la batalla va ser, en realitat, un intent de "realitzar una massacre", ja que en el moment àlgid de la batalla alguns no combatents van ser ferits quan estaven barrejats amb els guerrers.
Aquesta batalla és recordada, principalment, per ser l'indret on l'exèrcit va atacar els comanxes al cor de Llano Estacado, a la part occidental de Texas.